# Клавдія Августа
Клавдія Августа (лат. Claudia Augusta; 21 січня 63 — квітень 63) — єдина донька римського імператора Нерона і його дружини Поппеї Сабіни. Померла у віці трьох місяців.

## Біографія
Клавдія народилася 21 січня 63 року в місті Анціо. Імператор був дуже радий народженню доньки, оскільки до цього він не мав дітей. Майже одразу Нерон надав доньці, а заодно і дружині Поппеї титул Августи. Крім того, він наказав споруджувати золоті статуї доньки у храмах, а також провів циркові ігри на честь Клавдії.
Клавдія Августа померла у квітні 63 року від хвороби, на той час їй виповнилося тільки три місяці. Розпач Нерона і його дружини був величезним. Незабаром після смерті доньки батько звів її у статус богині і повелів побудувати храм на честь Клавдії; також для неї був призначений жрець.